# Albert Corominas
Albert Corominas Bertran (Bañolas, 26 de diciembre de 1981) es un deportista español que compite en piragüismo en la modalidad de maratón. Ganó una medalla de plata en el Campeonato Mundial de Piragüismo en Maratón de 2010, en la prueba de K2 junto a Jorge Alonso González.

## Palmarés internacional
| Campeonato Mundial | Campeonato Mundial | Campeonato Mundial | Campeonato Mundial |
| Año                | Lugar              | Medalla            | Competición        |
| ------------------ | ------------------ | ------------------ | ------------------ |
| 2010               | Bañolas (España)   | Medalla de plata   | K2                 |